# Acer modocense
Acer modocense é uma espécie de árvore do gênero Acer, pertencente à família Aceraceae.